# Włodzimierz Oleszczuk
Włodzimierz Oleszczuk (ur. 1 sierpnia 1912 w Wólce na Lubelszczyźnie, zm. 3 maja 2007 w Gdańsku) – działacz komunistyczny, funkcjonariusz MO, UB i SB.

## Życiorys
Syn Włodzimierza i Franciszki. Przed wojną skończył szkołę powszechną w rodzinnej wsi, a w 1959 liceum ogólnokształcące dla pracujących w Gdańsku. W latach 30. działacz KPZU, w 1934 skazany na 2 lata więzienia za działalność komunistyczną. Od 1944 w PPR, następnie PZPR. Od 26 VIII 1944 funkcjonariusz Komendy Powiatowej MO w Chełmie, a od 5 IV 1945 referent PUBP w Tomaszowie Lubelskim. 
W lutym 1946 przeniesiony do Wojewódzkiego Urzędu Bezpieczeństwa Publicznego w Gdańsku jako referent Wydziału Personalnego, od lipca 1947 w stopniu podporucznika. Od czerwca 1948 kierownik sekcji w tym wydziale. 1 III - 16 VI 1953 zastępca naczelnika Wydziału Kadr WUBP w Kielcach, potem powrócił do Gdańska, gdzie został kierownikiem sekcji 1 Wydziału II WUBP, a w 1955 - Wydziału X. Od lipca 1955 kapitan. 1 IV - 28 XI 1956 p.o. naczelnik Wydziału "W" WUdsBP w Gdańsku, potem w dyspozycji szefa urzędu. 
28 II 1957 zwolniony, 1 X 1957 przyjęty ponownie jako starszy wywiadowca Sekcji 4 Wydziału "B" SB KW MO w Gdańsku, później starszy wywiadowca Sekcji 6. Zwolniony 25 IX 1967. Pochowany na Cmentarzu Łostowickim.

## Odznaczenia
- Krzyż Kawalerski Orderu Odrodzenia Polski (1958)
- Srebrny Krzyż Zasługi (dwukrotnie, 1947 i 1954)
- Brązowy Krzyż Zasługi (1946)
- Medal 10-lecia Polski Ludowej
- Medal Zwycięstwa i Wolności 1945
- Srebrna Odznaka w Służbie Narodu (1965)
- Brązowa Odznaka w Służbie Narodu (1955)